# Pecluma bourgeauana
Pecluma bourgeauana är en stensöteväxtart som först beskrevs av Eugène Pierre Nicolas Fournier, och fick sitt nu gällande namn av L. A. Triana. Pecluma bourgeauana ingår i släktet Pecluma och familjen Polypodiaceae. Inga underarter finns listade.